# Liste der bulgarischen Finanzminister
Liste der Finanzminister Bulgariens. 

## FinanzministerBulgariens

### Fürstentum Bulgarienseit 28. April 1879
- Grigor Natschowitsch
- Petko Karawelow
- Georgi Scheljaskowitsch
- Grigor Natschowitsch
- Leonid Sobolew
- Todor Burmow
- Grigor Natschowitsch
- Michail Sarafow
- Petko Karawelow
- Todor Burmow
- Iwan Geschow
- Grigor Natschowitsch
- Iwan Geschow
- Wassil Radoslawow
- Konstantin Stoilow
- Grigor Natschowitsch
- Iwan Salabaschew
- Georgi Schiwkow
- Christo Beltschew
- Grigor Natschowitsch
- Iwan Salabaschew
- Iwan Geschow
- Teodor Teodorow
- Michail Tenew
- Todor Iwantschow
- Christo Bontschew
- Petko Karawelow
- Michail Sarafow
- Anton Manouschew
- Lasar Pajakow

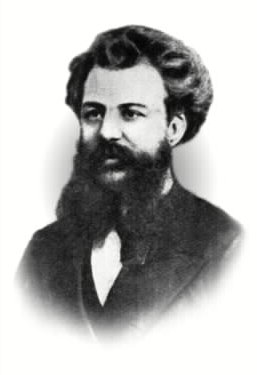
Georgi Scheljaskowitsch

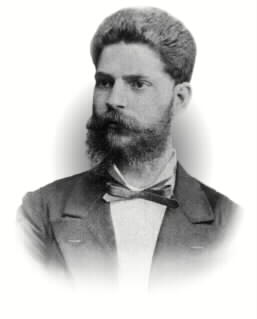
Michail Sarafow

- Iwan Salabaschew (29. Januar 1908 – 18. September 1910)

### Königreich Bulgarienseit 22. September 1908

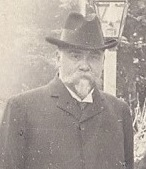
Iwan Salabaschew

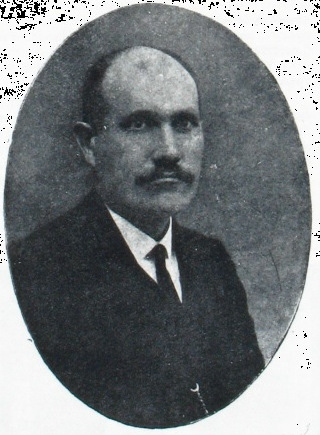
Marko Tourlakow

- Iwan Salabaschew (29. Januar 1908 – 18. September 1910)
- Andrei Ljaptschew
- Dimitar Stojanow Tontschew
- Stojan Danew
- Raiko Daskalow
- Marko Tourlakow
- Petar Janew
- Petar Todorow
- Wladimir Mollow
- Alexander Guirguinow
- Stefan Stefanow
- Michail Kalendarow
- Marko Rjaskow
- Stoitscho Mouschanow
- Kiril Gunew
- Dobri Boschilow
- Dimitar Sawow
- Petko Stojanow
- Stantscho Tscholakow

### Volksrepublik Bulgarienseit 15. September 1946
- Iwan Stefanow
- Petko Kunin
- Kiril Lasarow
- Dimitar Popow
- Beltscho Beltschew

### Republik Bulgarienseit 1990
- Beltscho Beltschew (1989–1990)
- Iwan Kostow (1990–1992)
- Stojan Alexandrow (1992–1994)
- Christina Wutschewa (1994–1995) interim
- Dimitar Kostow (1995–1997)
- Swetoslaw Gawrijski (1997) interim
- Murawej Radew (1997–2001)
- Milen Weltschew (2001–2005)
- Plamen Orescharski (2005–2009)
- Simeon Djankow (2009–2013)
- Kalin Christow (2013) interim
- Petar Tschobanow (2013–2014)
- Rumen Poroschanow (2014) interim
- Wladislaw Goranow (2014–2017)
- Kyril Ananiew (2017) interim
- Wladislaw Goranow (2014–2020)
- Kyril Ananiew (2020–2021)
- Assen Wassilew (2021) interim
- Waleri Beltschew (2021) interim
- Assen Wassilew (2021–2022)
- Rossiza Welkowa-Schelewa (2022–2023) interim
- Assen Wassilew (2023–2024)
- Ljudmila Petkowa (2024–) interim